# Mycomya irene
Mycomya irene är en tvåvingeart som beskrevs av Coher 1952. Mycomya irene ingår i släktet Mycomya och familjen svampmyggor. Inga underarter finns listade i Catalogue of Life.